# Список высших учебных заведений Пермского края
В список высших учебных заведений Пермского края включены образовательные учреждения высшего и высшего профессионального образования, находящиеся на территории Пермского края и участвовавшие в мониторинге Министерства образования и науки Российской Федерации 2015 года. Этим критериям в Пермском крае соответствуют 12 вузов и 21 филиал.
Филиалы вузов, головные организации которых находятся в иных субъектах федерации, сгруппированы в отдельном списке. Порядок следования элементов списка — алфавитный.
Вузы, лицензия которых не действует на 3 июня 2016 года, отмечены цветом.

## Список высших образовательных учреждений
| Название                                                                                  | Категория         | Год основания | Месторасположение | Число студентов |
| ----------------------------------------------------------------------------------------- | ----------------- | ------------- | ----------------- | --------------- |
| Западно-Уральский институт экономики и права                                              | негосударственный | 1994          | Пермь             | 1279            |
| Пермский государственный институт культуры                                                | государственный   | 1975          | Пермь             | 1795            |
| Пермская государственная сельскохозяйственная академия имени академика Д. Н. Прянишникова | государственный   | 1930          | Пермь             | 8440            |
| Пермская государственная фарамцевтическая академия                                        | государственный   | 1936          | Пермь             | 2451            |
| Пермский государственный гуманитарно-педагогический университет                           | государственный   | 1917          | Пермь             | 5616            |
| Пермский государственный медицинский университет имени академика Е. А. Вагнера            | государственный   | 1916          | Пермь             | 3296            |
| Пермский государственный национальный исследовательский университет                       | государственный   | 1916          | Пермь             | 10871           |
| Пермский гуманитарно-технологический институт                                             | негосударственный |               | Пермь             |                 |
| Пермский институт экономики и финансов                                                    | негосударственный | 2003          | Пермь             | 2429            |
| Пермский национальный исследовательский политехнический университет                       | государственный   | 1953          | Пермь             | 18556           |
| Прикамский социальный институт                                                            | негосударственный | 2001          | Пермь             | 1009            |
| Чайковский государственный институт физической культуры                                   | государственный   | 1980          | Чайковский        | 971             |

## Список филиалов высших образовательных учреждений
| Название | Категория         | Год основания | Месторасположение | Месторасположение головной организации | Число студентов |
| --- | ----------------- | ------------- | ----------------- | -------------------------------------- | --------------- |
| Березниковский филиал Пермского национального исследовательского политехнического университета                                        | государственный   | 1958          | Березники         | Пермь                                  | 1259            |
| Березниковский филиал Пермского государственного национального исследовательского университета                                        | государственный   |               | Березники         | Пермь                                  |                 |
| Западно-Уральский филиал Московская международная высшая школа бизнеса                                                                | негосударственный |               | Пермь             | Москва                                 |                 |
| Лысьвенский филиал Пермского национального исследовательского политехнического университета                                           | государственный   | 1998          | Лысьва            | Пермь                                  | 1172            |
| Пермский институт (филиал Российского экономического университета имени Г. В. Плеханова)                                              | государственный   | 1964          | Пермь             | Москва                                 | 2534            |
| Пермский институт железнодорожного транспорта (филиал Уральского государственного университета путей сообщения)                       | государственный   | 1998          | Пермь             | Екатеринбург                           | 517             |
| Пермский филиал Волжского государственного университета водного транспорта                                                            | государственный   | 1912          | Пермь             | Нижний Новгород                        | 356             |
| Пермский филиал Высшей школы экономики                                                                                                | государственный   |               | Пермь             | Москва                                 | 1852            |
| Пермский филиал Московского государственного университета экономики, статистики и информатики                                         | государственный   |               | Пермь             | Москва                                 |                 |
| Пермский филиал Московской академии предпринимательства                                                                               | негосударственный |               | Пермь             | Москва                                 | 326             |
| Пермский филиал Российской академии народного хозяйства и государственной службы                                                      | государственный   | 1996          | Пермь             | Москва                                 | 1928            |
| Соликамский государственный педагогический институт (филиал Пермского государственного национального исследовательского университета) | государственный   | 1991          | Соликамск         | Пермь                                  |                 |
| Уральский филиал Российской академии живописи, ваяния и зодчества Ильи Глазунова                                                      | государственный   | 1991          | Пермь             | Москва                                 | 220             |
| Филиал в Березниках Уральского государственного экономического университета                                                           | государственный   |               | Березники         | Екатеринбург                           |                 |
| Филиал в Гремячинске Московского психолого-социального университета                                                                   | негосударственный |               | Гремячинск        | Москва                                 | 362             |
| Филиал в Кудымкаре Удмуртского государственного университета                                                                          | государственный   | 1994 1996     | Кудымкар          | Ижевск                                 | 344             |
| Филиал в Перми Российского университета дружбы народов                                                                                | государственный   | 2003          | Пермь             | Москва                                 |                 |
| Филиал в Перми Санкт-Петербургского института внешнеэкономических связей, экономики и права                                           | негосударственный | 1996          | Пермь             | Санкт-Петербург                        | 1357            |
| Филиал в Пермском крае Московского института государственного управления и права                                                      | негосударственный | 1997          | Пермь             | Москва                                 | 1275            |
| Чайковский технологический институт (филиал Ижевского государственного технического университета имени М. Т. Калашникова)             | государственный   | 1992          | Чайковский        | Ижевск                                 | 627             |
| Чайковский филиал Пермского национального исследовательского политехнического университета                                            | государственный   |               | Чайковский        | Пермь                                  | 541             |